# 土田亮
土田 亮（つちだ りょう、1968年7月4日 - ）は、日本の法学者、弁護士。東京都立国立高校卒業。専門は商法、会社法。上智大学大学院法学研究科教授。りそな銀行取締役、埼玉りそな銀行取締役、りそなアセットマネジメント取締役、ユーピーアール取締役、ノエビアホールディングス監査役等を歴任。

## 人物・経歴
東京都多摩市出身。1992年上智大学法学部法律学科卒業。1994年上智大学大学院法学研究科博士前期課程修了、修士（法学）。1998年上智大学大学院法学研究科博士後期課程単位取得退学、上智大学法学部助手。
2000年東亜大学法学部専任講師。2002年東亜大学法学部助教授。2003年名城大学法学部助教授。2008年大宮法科大学院大学法務研究科准教授。2010年弁護士登録（第二東京弁護士会）、法律事務所フロンティア・ロー入所。2011年大宮法科大学院大学法務研究科教授。
2014年専修大学法学部法律学科教授。2015年りそな銀行監査役。2017年ユーピーアール取締役。2018年ノエビアホールディングス監査役。2019年りそな銀行取締役、日弁連法務研究財団法科大学院認証評価委員。
2020年上智大学大学院法学研究科法曹養成専攻教授、りそなアセットマネジメント取締役、法務省司法試験考査委員、青山学院大学調査委員会委員。2023年埼玉りそな銀行取締役。専門は商法、会社法。

## 著書
- 遠藤美光・清水忠之編『企業結合法の現代的課題と展開 : 田村諄之輔先生古稀記念』商事法務 2002年
- 山本忠弘・久保田富也・田澤元章編著『新・ビジネス法と現代社会』嵯峨野書院 2008年